# Gjeruldsenhøgda
Die Gjeruldsenhøgda ist ein 2640 m hoher Berg im ostantarktischen Königin-Maud-Land. Er ist die höchste Erhebung der Orvinfjella.
Wissenschaftler des Norwegischen Polarinstituts benannten ihn 1968. Namensgeber ist Odd Gjeruldsen (1919–2000), von 1957 bis 1958 wissenschaftlicher Assistent auf der Norwegenstation während der Dritten Norwegischen Antarktisexpedition (1956–1960).